# Microdesminus saetosus
Microdesminus saetosus är en mångfotingart som beskrevs av Pius Strasser 1960. Microdesminus saetosus ingår i släktet Microdesminus och familjen orangeridubbelfotingar. Inga underarter finns listade i Catalogue of Life.